# Grand Prix moto de Bade-Wurtemberg
Le Grand Prix moto de Bade-Wurtemberg est une épreuve de vitesse moto incluse dans les championnats du monde de vitesse moto de la FIM en 1986
Ce Grand Prix additionnel au calendrier 1986 est réservé aux catégories 80 cm3, 125 cm3 et side-car en compensation de l'annulation du Grand Prix d'Afrique du Sud à cause de la politique d'apartheid menée par ce pays et des nombreuses polémiques occasionnées.
Il est organisé en Allemagne sur le circuit d'Hockenheim dans l'État de Bade-Wurtemberg, d'où son nom.

## Circuit utilisé
|  |

## Palmarès
| Année | Circuit    | 80 cm3                | 125 cm3                  | Side-car                                       | Résultats |
| ----- | ---------- | --------------------- | ------------------------ | ---------------------------------------------- | --------- |
| 1986  | Hockenheim | Gerhard Waibel (Real) | Fausto Gresini (Garelli) | Egbert Streuer (LCR/Yamaha) Bernard Schnieders | Résultats |